# Fluconazole
El fluconazole és un medicament antifúngic utilitzat per a una sèrie d'infeccions per fongs. Això inclou candidiasi, blastomicosi, coccidioidomicosi, criptococcosi, histoplasmosi, dermatofitosi i pitiriasi versicolor. També s'utilitza per prevenir la candidiasi en aquells que tenen un alt risc, com ara després d'un trasplantament d'òrgans, nadons amb baix pes al néixer i aquells amb recompte baix de neutròfils en sang. S'administra per via oral o per injecció en vena.
Els efectes secundaris comuns inclouen vòmits, diarrea, erupció cutània i augment dels enzims hepàtics. Els efectes secundaris greus poden incloure problemes hepàtics, prolongació del QT i convulsions. Durant l'embaràs pot augmentar el risc d'avortament mentre que les dosis grans poden causar trastorns congènits. El fluconazole forma part de la família dels antifúngics azòlics. Es creu que funciona afectant la membrana cel·lular fúngica.
El fluconazole es va patentar el 1981 i va entrar en ús comercial el 1988. Està a la Llista de medicaments essencials de l'Organització Mundial de la Salut. A Espanya està comercialitzat com EFG, Diflucan i Loitin.